# Харьковский главный центр Добровольческой армии
Ха́рьковский гла́вный центр Доброво́льческой а́рмии (Доброво́льческий центр, Центр полко́вника Штейфо́на) — подпольная офицерская организация, существовавшая в 1918—1919 году в Харькове. Организация осуществляла вербовку офицеров в ряды Добровольческой армии, собирала средства для нужд армии, весной и летом 1919 года вела подготовку вооруженного восстания против большевиков в городе.
Руководители: с января по сентябрь 1918 года — полковник Борис Штейфон, в 1919 году — полковник Алексей Двигубский.
После вступления Добровольческой армии в Харьков в июне 1919 года харьковский центр вошёл в её состав.

## История

### Создание
С началом формирования на Дону Алексеевской организации с целью противодействия развалу страны, подавлению восстания большевиков и продолжению войны с Германией стал вопрос привлечения офицеров по всей стране в ряды этой организации. Её руководитель, основатель Добровольческой армии, генерал от инфантерии Михаил Алексеев ещё в ноябре 1917 года в письме генерал-квартирмейстеру штаба Верховного главнокомандующего генералу Михаилу Дитерихсу писал: «Если штат основных работников должен быть создан на территории Союза казачьих войск, то тайные филиальные отделения его должны существовать в Петрограде, Москве, Киеве, Харькове и других центрах. Если главные силы должны создаваться здесь, то местные организации, возможно по обстановке сильные, нужно образовать в тех же центрах. Офицеры, студенты, интеллигенция должны составить контингент»:155.
Начиная с ноября 1917 года в города на территории Украины, Крыма и Юга России были направлены офицеры с целью вербовки добровольцев в Добровольческую армию. В крупные города был направлен ряд лиц, снабженных деньгами и полномочиями. Однако достигнуть существенных успехов в создании таких центров до выхода Добровольческой армии в Первый Кубанский поход весной 1918 года не удалось практически нигде. С мест в качестве обратной связи был получен только ряд случайных донесений.
Историк Руслан Гагкуев пишет, что в Харькове подпольная офицерская организация сформировалась в начале 1918 года. В марте 1918 года часть офицеров этой организации смогла прорваться на Дон к Добровольческой армии. В этом же месяце в городе сформировалась военная ячейка полковника П. В. Панченко-Криворотенко, численность которой достигала тысячи человек. Эта ячейка из-за разногласий распалась через короткое время, и в апреле 1918 года её остатки оказались объединены под началом полковника Бориса Штейфона. Начало руководства полковником Штейфоном харьковскими подпольными офицерскими структурами принято рассматривать, как начало зарождения Харьковского центра Добровольческой армии:155.
Побывавший в Харькове в марте 1918 года представитель командования Добровольческой армии генерал Александр Лукомский высоко оценил деятельность тогда ещё не имевшего четкой связи с армией харьковского центра. Согласно его оценкам, в «Харьковской военной организации» на тот момент имелось три тысячи винтовок с достаточным количеством патронов и около двадцати пулемётов. Также в случае восстания была возможность заполучить четырёхорудийную батарею, личный состав которой был выучен и разделял идеи центра. Согласно заверениям генералу от полковника Штейфона, численность участников, которых можно было собрать в любой момент, составляла тысячу человек. Кроме того, на учёте в организации состояло две тысячи офицеров, не посвящённых в дела организации. Каждый из офицеров батальона в случае выступления должен был привести двух-трёх человек из списка, лично ему известных:159-160.

### Работа под руководством полковника Штейфона

Полковник Борис Штейфон, руководитель центра в 1918 году

С мая 1918 года, после завершения Первого Кубанского похода, руководство Добровольческой армии возвратилось к проекту создания вербовочных центров:156. К этому времени в Харькове под руководством Штейфона уже существовала дееспособная офицерская организация, с которой постепенно была налажена первая связь. Организация под началом полковника Штейфона положила начало формированию Харьковского главного штаба Добровольческой армии. В руководство подпольной группы харьковской организации входил полковник Алексей фон Лампе, который в 1918—1919 годах являлся начальником оперативного отделения штаба и исполнял должность генерал-квартирмейстера Кавказской армии:159.

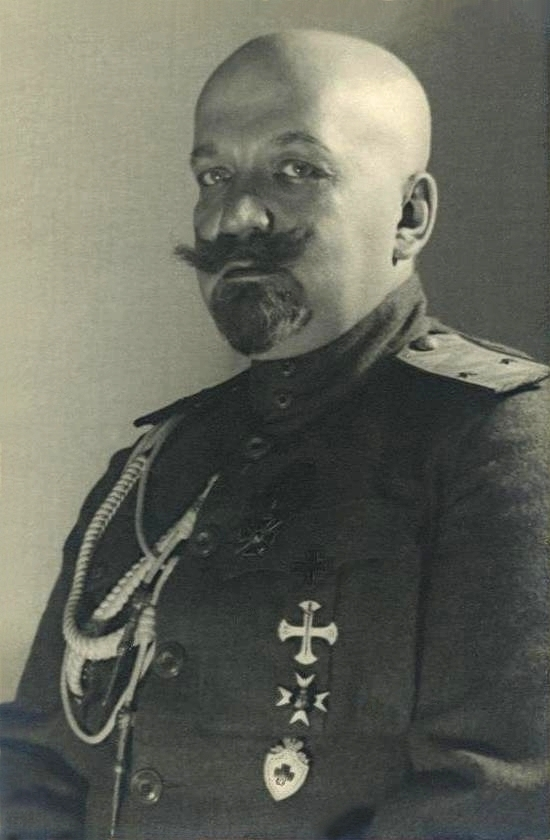
Александр фон Лампе, участник центра

Командование Добровольческой армии официально признало харьковский центр и заочно зачислило его участников в свой состав. Харьковский центр в этот период, выражая формальную лояльность оккупационным германским властям, занимался переброской добровольцев в армию и поставками вооружения и боеприпасов. Формально он в этот период существовал под видом Союза Георгиевских кавалеров — легальной организации в оккупированном немцами Харькове, причем Штейфону удалось добиться от немецкого командования права членам союза носить оружие и знаки различия. Союз георгиевских кавалеров имел собственные помещения в бывшем городском Офицерском собрании, свой счёт в банке, на который периодически поступали средства от Союза горнопромышленников Юга России. Согласно договорённостям со служащими железной дороги, вагоны с приобретенным центром имуществом (медикаменты, лошадиная сбруя, гранаты, снаряды) прицеплялись дополнительно к поездам, шедшим из Харькова в Ростов-на-Дону с грузами, отправляемыми немцами по заказу Донского войскового правительства. Из Ростова эти вагоны переправлялись в Екатеринодар и данное имущество поступало в Добровольческую армию. Центр через «Общество воздухоплавания», созданное в Славянске, покупал самолёты и доставлял их на славянский аэродром, откуда они осенью 1918 года нелегально перелетали на Кубань, в расположение армии:161-162.
Гагкуев пишет, что Харьковскому центру удалось переправить в 1918 году в распоряжение Добровольческой армии около 800 человек. Автор также приводит данные, что в период с 1 [14] октября по 15 [28] октября 1918 года из центра в армию было переправлено 137 добровольцев, а с 28 октября по 1 [14] ноября — ещё 55:160. Как пишет чугуевский историк Артём Левченко, Штейфону в сентябре 1918 года и самому удалось с риском для жизни выехать в Екатеринодар, где присоединиться к армии.

### Работа под руководством полковника Двигубского
В октябре 1918 года при участии Харьковского центра в добровольческую армию была отправлена группа офицеров 10-го гусарского Ингерманландского полка:125 во главе с генералом Иваном Барбовичем — будущим крупным кавалерийским начальником сил Белого движения на Юге России.
С переправкой наиболее деятельных участников центра в армию и отъездом Штейфона активность центра в самом Харькове несколько снижается. К концу 1918 года его роль претерпела изменения — если ранее он занимался отправкой офицеров и сбором информации на местах, то теперь его основной задачей являлся сбор средств для армии, и формирование мобилизационных списков, на случай необходимости начала всеобщей мобилизации при приближении Добровольческой армии к городу. Историк Роман Абинякин пишет, что реальная деятельность центра просматривается до августа 1918 года, далее он начинает активно преследоваться сначала немецким командованием, позже петлюровцами, а затем и большевиками.
В конце 1918 года — начале 1919 года, с окончанием германской оккупации и падением гетманского режима офицерские отряды харьковского центра являлись одними из немногих подразделений, оказавших сопротивление петлюровцам, а затем и местным большевикам. С января 1919 года Харьков находился под контролем большевиков, что вынудило харьковский добровольческий центр уйти в глубокое подполье. Абинякин пишет, что в этот период своего существования деятельность харьковского центра была сугубо конспиративной — причиной этого являлось отсутствие поддержки, преследование со стороны официальных властей. По свидетельствам автора, источники свидетельствуют о постоянной слежке за участниками центра. Новый центр при большевиках, как пишет автор, имел явочные квартиры, а штаб его располагался в склепе городского кладбища:79-80.
Весной 1919 года руководство центром принял на себя полковник Алексей Двигубский. Согласно данным его отчета, получившим известность в современной историографии, ему под именем полковника Захарова удалось в апреле 1919 года внедриться в штаб 2-й Советской Украинской армии. Внедрившись туда, он начал решать задачу отвлечения сил Красной Армии от Донецкого бассейна, где Добровольческая Армия весной 1919 года вела тяжелые бои с советскими войсками. С его слов известно, что руководимый им Харьковский центр организовал в этот период массу публикаций в печатных изданиях с призывами помочь революции в Венгрии и о поддержке возникшей в 1919 году Венгерской советской республики. Часть советских войск была снята с донецкого фронта, что облегчило положение Добровольческой Армии. Двигубскому удалось войти в доверие к командующему Украинским фронтом Владимиру Антонову-Овсеенко, а также получить возможность осуществлять личные доклады Льву Троцкому по ключевым вопросам. При его участии была разработана и предложена «авантюрная» операция по наступлению Красной Армии в Румынии с целью установления там советской власти. Для выполнения операции была переброшена на Румынский фронт Особая кавалерийская бригада Крюковского, получившая незадолго до этого приказание отправиться в Донецкий бассейн, на борьбу с Добровольческой Армией. Наступление советских войск в Румынии окончилось неудачей, причем полковник Двигубский, поставленный руководить в этой операции действиями 1-й Бессарабской дивизии, Телегульского, Балтского, Приднепровского пехотных полков, Одесского кавалерийского дивизиона и Туземного конного полка, намеренно способствовал провалу наступления, неверными манёврами ухудшая стратегическое положение войск Красной Армии.
В мае 1919 года Двигубский руководил действиями советских войск против галицийских и петлюровских отрядов, причем регулярно доносил командованию об «ожесточенных боевых действиях», снижая вероятность на переговоры и достижение дипломатической договоренности между советскими и петлюровскими войсками, которая было наметилась после дипломатических переговоров в Киеве. По прибытии в Харьков Двигубский тайно организовал ряд локальных вооруженных выступлений в городе против советской власти, выручал попавших в Чрезвычайную комиссию соратников от расстрела, добиваясь оправдательных приговоров, имея влияние на городское большевистское руководство, либо путём организации побегов.

### Вхождение в состав Добровольческой армии
При подходе к городу войск Добровольческой армии в июне 1919 года под руководством Двигубского и Харьковского центра было поднято восстание с целью освобождения города от советских войск, имевшее половинный успех. Восставшие участники центра отступили из города и дождались вступления в город основных частей, с которыми впоследствии и соединились. Сам полковник Двигубский был назначен начальником харьковской контрразведки. В результате работы его отдела в дальнейшем были выслежены большевистские подпольщики Слинько и Казимир (Френкель), которые должны были наладить конспиративную работу в Харькове. Уничтожены две типографии губернского подпольного комитета большевиков, а их сотрудники арестованы. 4 октября 1919 года был арестован весь харьковский подпольный большевистский ревком, ликвидированы более двух десятков явочных квартир. В ноябре отдел Двигубского выследил и уничтожил почти весь третий по счету харьковский подпольный губернский комитет.

## Известные участники
- Полковник Борис Штейфон, руководитель центра в 1918 году;
- Полковник Алексей Двигубский, руководитель центра в 1919 году;
- Генерал Алексей фон Лампе, начальник штаба оперативного отделения;
- Александр Долгополов, разведчик центра, автор воспоминаний.

Торжественное освящение киота чинам Дроздовской дивизии и Харьковского центра Штейфона. Харьков, Храм священномученика Александра, 27 июня 2010 года.

## Память
В 2009 году Харьковским частным музеем городской усадьбы был издан отдельной брошюрой исторический документ: «Отчёт о деятельности Харьковского разведывательного центра. Составлен полковником Двигубским, начальником Харьковского центра разведывательного отделения штаба Главнокомандующего Вооружёнными силами Юга России в июне 1919 года.» До Второй мировой войны отчет хранился в Русском архиве в Праге, в 1945 года после присоединения Чехословакии к странам Варшавского договора документ попал в Государственный архив Российской Федерации, где находится и теперь. Документ впоследствии несколько раз переиздавался.
27 июня 2010 года на в Харькове историко-культурной организацией «Белое дело» совместно с Обществом памяти чинов Дроздовской дивизии «в честь 91-летия вступления в город войск Добровольческой армии» в Храме Священномученика Александра, архиепископа харьковского, был освящен и торжественно открыт киот «чинам Дроздовской дивизии, участникам харьковского подпольного центра полковника Б. А. Штейфона и всем Православным воинам, живот за Веру и Отечество в 1918—1919 годах положивших»